# データベース「世界と日本」
データベース「世界と日本」（データベース「せかいとにほん」）は、政策研究大学院大学・田中明彦研究室が提供する、インターネット上で国際関係に関する重要文書のテキストデータや年表データ、略語などのデータを無料で提供するウェブサイトである。
1992年からデータを公開している。ウェブサイト内には11578件の文書データと233962件の年表データを収録している(2022.12.5現在)。

## データベースの特徴
運営と管理も政策研究大学院大学・田中明彦研究室が行っている。
主に、戦前戦後日本の国際関係における重要文書や演説を見ることのできる『日本政治・国際関係データベース』、20世紀・21世紀の世界の出来事を検索できる『データベース20世紀・21世紀年表』、国際関係の『略語データベース』がある。
各データベースの詳細は以下のとおり。
『データベース20世紀・21世紀年表』 1900年から2006年12月までの期間における世界情勢および日本国内情勢を対象にした年表。
『日本政治・国際関係データベース』日本政治および日本を取り囲む国際関係を研究・分析するための基礎的文献資料を体系的に収集したものである。国際政治の基本文書に加え、帝国議会・国会における総理大臣演説、国会での外務大臣・財務大臣（大蔵大臣）・経済企画庁長官の演説、戦後に国会外で総理大臣および外務大臣が行った演説、国連総会で日本政府代表が行った演説、1975年から開始された主要国首脳会議（サミット）の関連文書、さらには日本の安全保障政策、日米関係、日中関係、日本と朝鮮半島関係、日本とロシア関係、日本と東南アジア関係、中国と韓国関係に関する資料、地球環境問題資料集などが、網羅的に収集されている。日本政治や国際関係に登場する重要な文書や演説の多くは、本データベースの中に収められている。
『略語データベース』『データベース20世紀・21世紀年表』作成作業に伴って作成された、現代略語データベース。